# Quận Barron, Wisconsin
Quận Barron là một quận nằm ở tiểu bang Wisconsin, Hoa Kỳ. Đến thời điểm năm 2000, dân số quận này là 44.963 người. Quận có diện tích km². Quận lỵ và thành phố lớn nhất của quận là Barron6. 2305 

## Địa lý
Theo Cục Điều tra Dân số Hoa Kỳ, quận này có tổng diện tích 890 dặm vuông (2,305.1 km²), trong đó 863 dặm vuông (2,235.2 km²) là đất và 27 dặm vuông (69,9 km²) (3,05%) là diện tích mặt nước.

### Quận giáp ranh
- Quận Washburn - phía bắc
- Quận Sawyer - đông bắc
- Quận Rusk - phía đông
- Quận Chippewa - đông nam
- Quận Dunn - phía nam
- Quận St Croix - Tây Nam
- Quận Polk - tây
- Quận Burnett - tây bắc

## Thị trấn, khu dân cư
| - Almena (làng) - Almena (thị trấn) - Arland (thị trấn) - Barron (thành phố) - Barron (thị trấn) - Bear Lake (thị trấn) - Cameron (làng) - Cedar Lake (thị trấn) - Chetek (thành phố) - Chetek (thị trấn) - Clinton (thị trấn) - Crystal Lake (thị trấn) | - Cumberland (thành phố) - Cumberland (thị trấn) - Dallas (làng) - Dallas (thị trấn) - Dovre (thị trấn) - Doyle (thị trấn) - Haugen (làng) - Lakeland (thị trấn) - Maple Grove (thị trấn) - Maple Plain (thị trấn) - New Auburn (làng) (một phần) - Oak Grove (thị trấn) | - Prairie Farm (làng) - Prairie Farm (thị trấn) - Prairie hồ (thị trấn) - Rice Lake (thành phố) - Rice Lake (thị trấn) - Sioux Creek (thị trấn) - Stanfold (thị trấn) - Stanley (thị trấn) - Sumner (thị trấn) - Turtle Lake (làng) (một phần) - Turtle Lake (thị trấn) - Vance Creek (thị trấn) |